# Gna!
Gna! — площадка для разработки свободного программного обеспечения, открытая в январе 2004 года и позже прекратившая своё существование в мае 2017 года. Площадка предоставляла бесплатный хостинг без рекламы для домашних страниц, репозиториев исходников (Subversion, CVS или Arch) и файлов для скачивания проектам свободного ПО.
Gna расшифровывается как англ. Gna's not an acronym («Gna — не аббревиатура»).
Gna! работал на программном обеспечении Savane (которое также и разрабатывалось на нём).
Основным отличием от других подобных сайтов является требование: ПО должно быть доступно по лицензии, совместимой с GNU GPL, так что значительные части кода, хранящегося на проекте, могут быть без помех объединены. Для документации совместимость с GPL не обязательна.
Сервер Gna! работал на оборудовании, предоставленном французским Фондом свободного программного обеспечения.
Среди известных проектов, размещавшихся на Gna! — Battle for Wesnoth, Freeciv, GCFilms и её наследник — GCStar, и др.
В ноябре 2016 года администратор Сильвен Боклер (Sylvain Beucler) написал в рассылку о возможном закрытии сайта. По его словам ни он, ни другой активный администратор Винсен Карон (Vincent Caron) не хотят тратить время на обновление аппаратного и программного обеспечения серверов, но и не хотят ждать окончательного разрушения сайта с потерей данных. Поэтому сайт может быть закрыт в ближайшие месяцы. Перевод сайта в режим «только чтения» возможен, но готового решения у администрации нет. В феврале 2017 Боклер опубликовал на сайте новость о закрытии «через 3 месяца или когда откажут сервера». В рассылке упоминалась возможность миграции на GNU Savannah. Начиная с 24 мая 2017 года сайт и все вспомогательные ресурсы больше недоступны.
Перед закрытием хостинга большая часть данных размещенных на Gna! была скопирована командой Archive Team. Архивные копии сайтов проектов, исходных кодов, списков рассылки находящихся когда-то на хостинге Gna! можно загрузить со страницы Gna! на сайте Archive Team